# Fryeburg (Maine)
Fryeburg – miasto w Stanach Zjednoczonych, w stanie Maine, w hrabstwie Oxford.